# Eudorcas tilonura
La gazzella di Heuglin (Eudorcas tilonura Heuglin, 1868) è una specie di gazzella diffusa nella regione al confine tra Sudan ed Eritrea. Il suo status tassonomico è sempre stato oggetto di discussione tra gli studiosi. Mentre alcuni autori la considerano una specie monotipica in seno al genere Eudorcas, altri la considerano una semplice sottospecie della gazzella dalla fronte rossa.

## Descrizione
Ha una lunghezza testa-corpo di 80–120 cm e misura circa 67 cm di altezza al garrese. Il peso si aggira sui 20–35 kg nei maschi e sui 15–25 kg nelle femmine. Molto simile nell'aspetto alla gazzella dalla fronte rossa, se ne differenzia per le minori dimensioni e il manto dal colore più rossiccio. Il dorso presenta una colorazione variabile dal rossastro scuro al fulvo. Lungo i fianchi, dalla regione scapolare alle anche, è presente una larga fascia color camoscio, al di sotto della quale si trova una banda nera dai contorni ben definiti e un'altra banda di colore rossastro-fulvo che separa quella nera dal bianco delle regioni inferiori. Le strisce intorno alle natiche sono assenti e il posteriore è bianco. La coda, lunga 15–27 cm, è nera. In prossimità delle ginocchia vi sono ciuffi di peli più lunghi. Intorno agli occhi vi sono due grandi anelli bianchi; la fronte è rossastra, mentre la linea mediana della faccia è scura; non sono presenti macchie sul naso. Le orecchie sono lunghe e di colore chiaro. Il dimorfismo sessuale è ridotto al minimo. Le corna sono presenti in entrambi i sessi; nei maschi sono più sottili e brevi rispetto a quelle della gazzella dalla fronte rossa (misurano infatti 22–35 cm) e si piegano a uncino alle estremità. Nelle femmine le corna hanno dimensioni simili - 15–25 cm -, ma sono molto più sottili, sebbene presentino più o meno la stessa forma. Maschi e femmine hanno grosso modo le stesse dimensioni.
La gazzella dorcade (Gazella dorcas), con cui condivide parte dell'areale, è priva della striscia nera lungo i fianchi (ne possiede però una di colore rossastro) ed ha corna più ricurve. La gazzella dalla fronte rossa ha dimensioni maggiori e corna più grandi, ed è priva dei ciuffi di pelo sulle ginocchia. Talvolta è stato affermato che le corna della gazzella di Heuglin siano l'aspetto più caratteristico di questa specie, con le loro estremità che si incurvano repentinamente all'interno a formare distinti uncini; tuttavia questo non corrisponde alla verità, in quanto molti individui presentano corna del tutto identiche a quelle della gazzella dalla fronte rossa.

## Distribuzione e habitat
La gazzella di Heuglin vive nelle regioni centro-orientali del Sudan, a est del Nilo, nei bacini dei fiumi Rahad e Atbara, nell'Eritrea settentrionale, a nord del fiume Setit, fino al fiume Bogos, e nell'estremità nord-occidentale dell'Etiopia. Il suo habitat è costituito da altopiani semiaridi e da altre regioni aperte.

## Biologia
La biologia di questa specie non è ben nota, ma è probabile che le sue abitudini non si discostino molto da quelle della gazzella dalla fronte rossa. Conduce un'esistenza prevalentemente solitaria, ma può vivere anche in coppie o in piccoli gruppi. Si nutre probabilmente sia di erba che di arbusti. Di abitudini crepuscolari, nelle regioni più aride del suo areale trascorre le ore più calde della giornata riposando. Predilige ambienti aperti e pertanto può essere facile trovarla anche in prossimità degli insediamenti umani o nelle aree coltivate. Durante la stagione degli amori i maschi difendono i propri territori dalle intrusioni degli altri maschi, marcandone i confini con pile di escrementi e le secrezioni delle ghiandole preorbitali. Nonostante possa ricavare la maggior parte dei liquidi di cui necessita dalle piante di cui si nutre, è più dipendente dall'acqua di gran parte delle gazzelle che popolano la stessa regione. Tra i suoi predatori figurano ghepardi, licaoni, leoni, leopardi e iene.

### Riproduzione
Dopo una gestazione di 184-189 giorni la femmina dà alla luce un unico piccolo, che viene svezzato a 3 mesi di età. La maturità sessuale viene raggiunta a 9 mesi nelle femmine e a 18 nei maschi. La speranza di vita è di 14 anni.

## Conservazione
L'Unione Internazionale per la Conservazione della Natura (IUCN) classifica la gazzella di Heuglin come specie in pericolo (Endangered). Il numero di esemplari viene stimato tra le 2500 e le 3500 unità. Tra i principali fattori che ne minacciano la sopravvivenza vi sono la caccia, la competizione con il bestiame domestico e il depauperamento dell'habitat. Nel parco nazionale Dinder le zone abitualmente frequentate dalla specie vengono sfruttate in maniera intensiva dai mandriani di cammelli, che oltrepassano i confini del parco durante la stagione secca e distruggono gli alberi, alla cui ombra sono solite riposare le gazzelle, per nutrire i loro cammelli e le loro capre.